# Народицька стоянка
Народицька стоянка — багатошарова археологічна пам'ятка середньокам'яної та бронзової доби біля Народичів у Житомирському Поліссі. Розташована в урочищі Піщане над річкою Уж. За середньокам'яною Народицькою стоянкою виділена народицька група.
Розкопана І. Ф. Левицьким у 1927 році.
Висота місцезнаходження над заплавою 2-2,5 м. На дюні закладено шість розкопок загальною площею 842 м².
Виділено три шари:
- А — бронзової доби,
- В — пізньої середньокам'яної доби,
- С — ранньої середньокам'яної доби,

## Стоянка середьокам'яної доби
У середньокам'яних шарах виявлено 20 плям від вогнищ, де зібрано понад 600 крем'яних знарядь, а також безліч платівок, сколів й нуклеусів. На відміну від сусідніх нобельських пам'яток, тут переважають конічні ортогональні нуклеуси.
Скребки кінцеві, частіше на платівкових сколах. Різці серединні й бічні. В цілому комплекс цієї стоянки носить виражено мікро-макролітичний характер при наявності чисельних вістрів на платівках.
Виділяється особливий «народицький» тип наконечників на платівках й платівкових сколів, яки мають унікальні крайові круті (рідше сплощені) ретуші по всьому (або майже по всьому) периметру виробу.
Такою на стоянці гарно представлені пост-свідерські верболисті й черенкові наконечники. Також виявлені вістря костенківського типу з бічною виїмкою.
Серед мікролітів помітне місце займають тупоспинні й високі трапеції, високі асиметричні трикутники. Поряд з мікролітами також виявлені макроліти: окопоподібні сокири та сокири-різаки.